# William Thompson (Skisportler)
William Brown Dickson Thompson (* 18. Mai 1905 in Kemptville; † 3. April 1994 in Nepean) war ein kanadischer Skisportler.
Thompson studierte an der McGill University und schloss es im Jahr 1928 mit einem Bachelor of Science and Arts ab. In den Jahren 1924 bis 1926 gewann er die Skilanglaufmeisterschaften an der McGill University. Bei den kanadischen Meisterschaften 1927 wurde er Zweiter beim 10-Meilen-Rennen. Bei seiner einzigen Teilnahme an Olympischen Winterspielen im Februar 1928 in St. Moritz errang er den 38. Platz über 18 km. Zudem startete er dort in der Nordischen Kombination, beendete diesen Wettbewerb aber vorzeitig. Im Jahre 1934 wurde er Präsident des kanadischen Skiverbandes.